# Área natural protegida Puerto Lobos
El área natural protegida Puerto Lobos es una superficie bajo protección del Departamento San Antonio, en el extremo sudeste de la provincia de Río Negro, junto al límite con la provincia del Chubut, en el nordeste de la Patagonia argentina, sobre el golfo San Matías del mar Argentino del océano Atlántico. 

## Historia y características generales
Ampara el tramo de unos 26 km de costas marinas del sudeste provincial, entre los parajes de Puerto Lobos y punta Pórfido, al que se suma una franja de aguas marinas adyacente. Si se suma el sector terrestre y el sector marino, posee una superficie de unos 44 450 ha.
Fue creada el 28 de julio de 1998 mediante la ley provincial N.º 3211; dicha ley de creación, señala en el artículo 3º: 

«La zona se extiende desde el paralelo 42º veinte (20) kilómetros al norte hasta la denominada Punta Pórfido y abarca desde quinientos (500) metros por encima de la mayor pleamar hasta el límite de doce (12) millas consideradas aguas provinciales. Estos límites son tentativos y podrán ser modificados en más o en menos, de acuerdo al plan de manejo.».

Su administración está a cargo del «consejo de ecología y medio ambiente», del «servicio provincial de áreas protegidas», con sede en Viedma.
Sus costas presentan una amplia variedad de paisajes litorales, desde restingas con playas de arena o canto rodado surcadas por pequeñas rías, hasta médanos y acantilados de gran altura.

### Disputa limítrofe interprovincial
El extremo austral del área de esta reserva fue el centro de una disputa limítrofe entre la provincia del Chubut y la provincia de Río Negro.

## Acceso
Se accede al área protegida desde la ruta nacional 3 (asfaltada), tomando hacia el este por la ruta provincial 60 (exRN 19) —extremo noreste del Chubut—, con carpeta de ripio, por la que se transita durante 20 km hasta llegar al paraje de Puerto Lobos, en el extremo sur de la superficie bajo conservación, y desde allí se circula hacia el norte por caminos de ripio. 
También se accede por el norte, recorriendo la ruta provincial 9 hasta el Puerto de Sierra Grande, en Punta Colorada al sur de Playas Doradas, y luego costeando el litoral marítimo por caminos de ripio.
El lugar es frecuentado por pescadores, y campamentistas atraídos por sus paisajes y su fauna marina, entre las que destacan las aves marinas, ballenas francas australes, y lobos marinos.